# Terrarienpflanze
Unter Terrarienpflanzen versteht man lebende oder künstliche Pflanzen, die sich in einem Terrarium befinden. Das Wort Terrarienpflanze ist ein Kompositum aus „Terrarium“ (von lat. terra „Land, Erde“) und „Pflanze“. Es wird zwischen reinen Pflanzenterrarien und Terrarien mit zusätzlicher Haltung verschiedener Tiere unterschieden. Im nachgebildeten Lebensraum des Terrariums ist die Bepflanzung und Tierhaltung je nach Art und Anspruch von ihrer natürlichen Umgebung abhängig.

## Künstliche Terrarien-Pflanzen
Künstliche Bepflanzungen in einem Terrarium sind Nachbildungen von Pflanzen, wie sie in der Natur vorkommen und bilden zusammen mit unterschiedlichen Dekorationsmaterialien einen Lebensraum nach. Die Kunstpflanzen bestehen zumeist aus Plastik, Polyester Seide. Sie benötigen kaum Pflege und lassen sich leicht reinigen. Die Anordnung der Pflanzen richtet sich nach Terrarientyp und der entsprechenden Tierhaltung. Sie kann ganz auf die Bedürfnisse der Tiere ausgerichtet sein, so gibt es z. B. viele Kunstpflanzen mit einer reptilienfreundlichen Oberfläche. Künstliche Pflanzen werden nicht schnell beschädigt. Verschluckte Blätter können für gehaltene Tierarten gefährlich werden.

## Lebende Terrarienpflanzen
Der natürliche Lebensraum der Terrarienpflanzen wird durch unterschiedliche Terrarientypen nachgeahmt. Zur Sauerstoffversorgung werden lebende Pflanzen in einem Terrarium nicht benötigt. Bei zusätzlicher Tierhaltung schaffen lebende Pflanzen jedoch Möglichkeiten zum Verstecken, Klettern oder zur Eiablage. Giftige Pflanzen, oder solche mit gefährlichen Stacheln, sind bei gleichzeitiger Tierhaltung ungeeignet.

## Einteilung lebender Pflanzen nach Terrarientyp

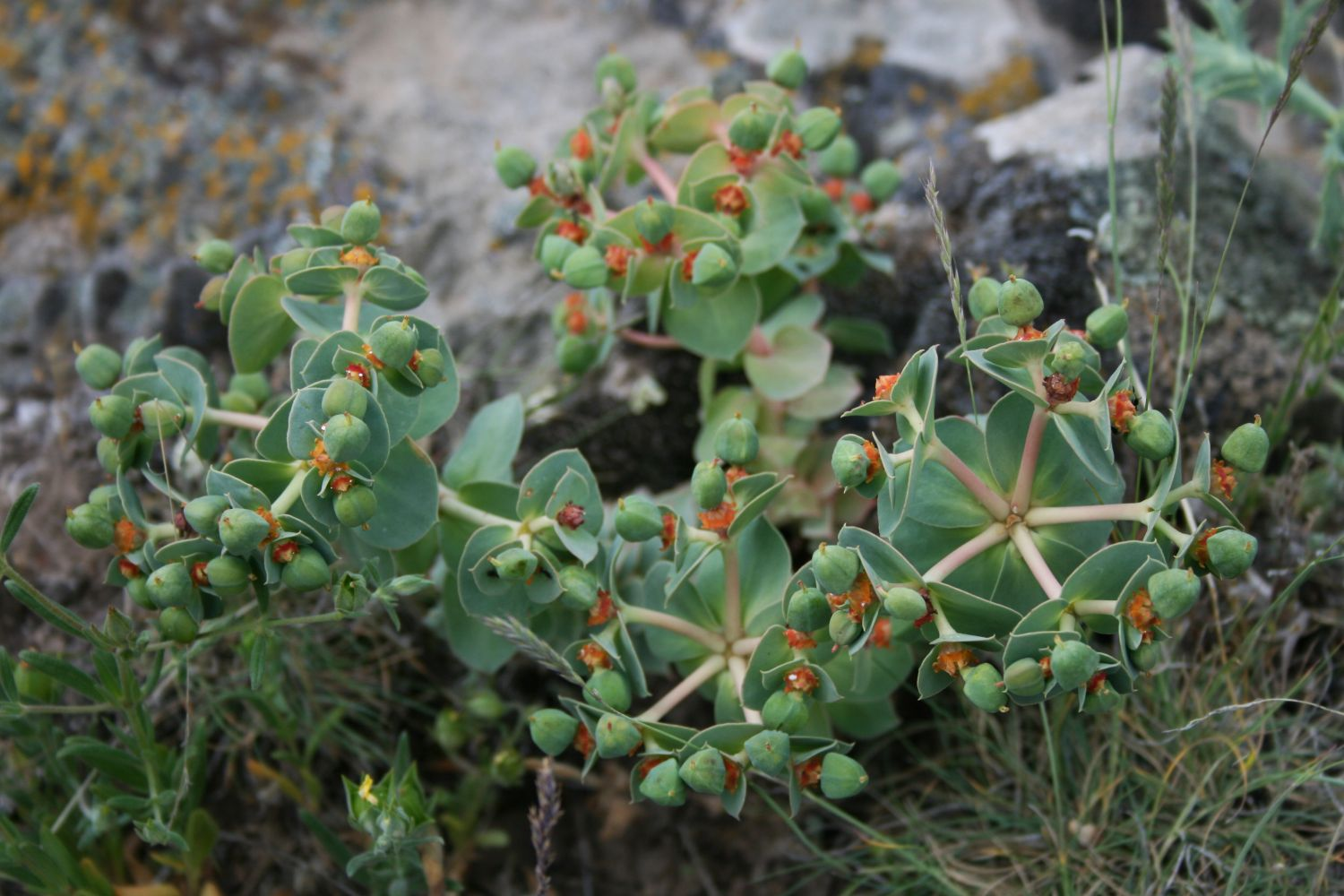
Wolfsmilchgewächs

- Trockenterrarium: Hier entwickeln sich Sukkulente Pflanzen, zu ihnen zählen beispielsweise: Agavengewächse, Euphorbia, Cryptanthus, sowie Kakteen.
- Savannenterrarium: Das Savannenterrarium ist eine Unterform des Trockenterrariums in dem sich kleine Warzen- oder Feigenkaktusarten entfalten.
- Regenwaldterrarium: Andere Bezeichnungen für ein Regenwaldterrarium sind das Feuchtterrarium oder das Tropen- bzw. das Urwaldterrarium. Hier wachsen u. a. folgende Pflanzengattungen: Flamingoblumen, Bambus, Efeutute und die Kletter-Feige (lat. Ficus pumila). Ebenso gedeihen in einem Regenwaldterrarium grüne, glattblättrige Arten aus der Familie der Bromeliengewächse und viele tropische Farne. Orchideen, beispielsweise aus den Gattungen Brassavola, Dendrobium, Leptotes oder Phalaenopsis, finden in einem Regenwaldterrarium optimale Klimabedingungen vor. Aus Baumfarnplatten wachsen Moose, wenn diese ausreichend befeuchtet werden.

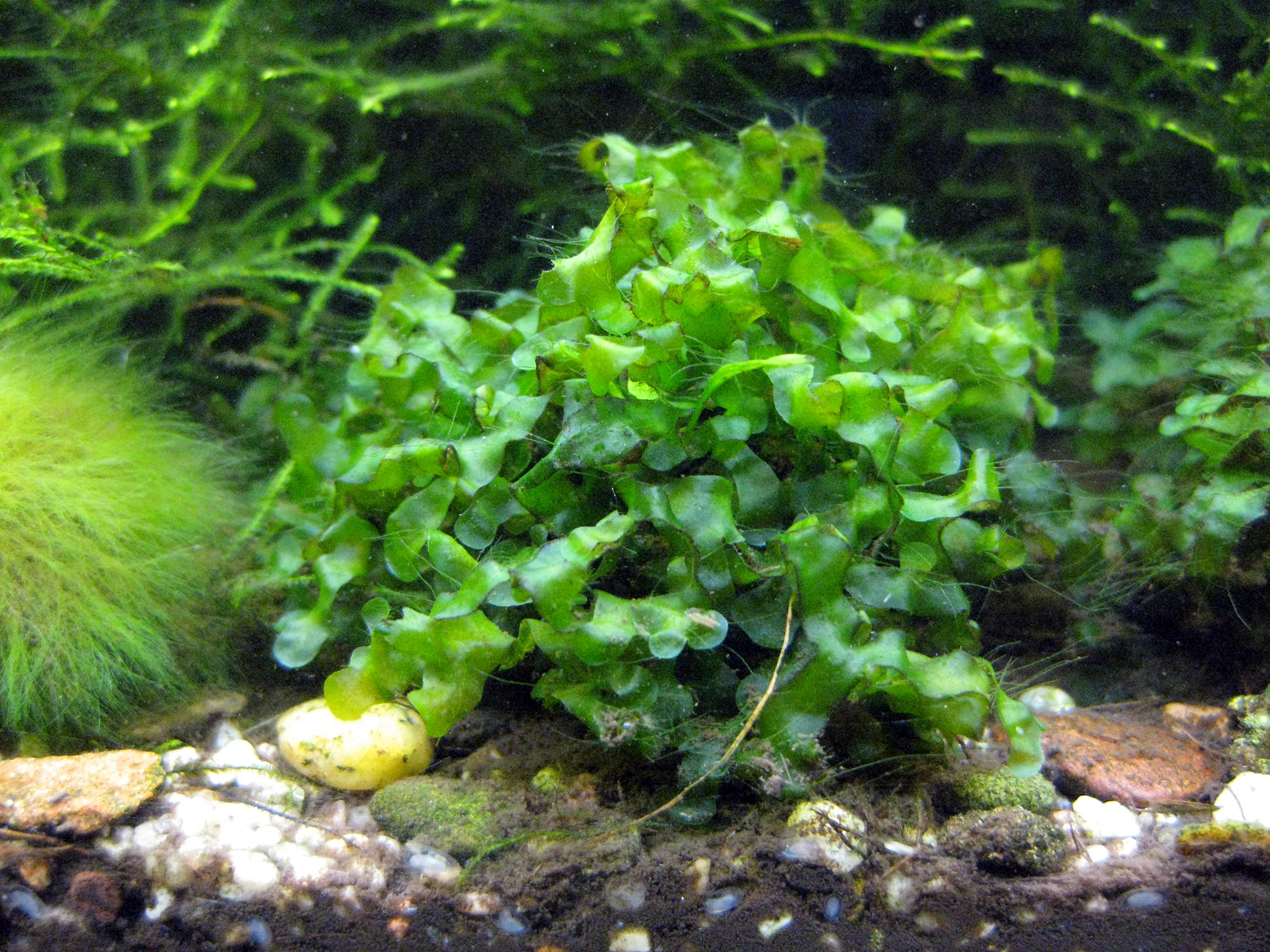
Javafarn

- Waldterrarium: Das Waldterrarium liegt mit seinen Luftfeuchtigkeits- und Temperaturwerten zwischen einem Trocken- und Regenwaldterrarium. In diesem Klima entfalten sich z. B. Efeu, Farne, Efeutute, Moose und die Kletter-Feige.
- Aquaterrarium: Im feuchten Klima eines Aquaterrariums entwickeln sich z. B. nachfolgende Pflanzen: Hornblatt, Speerblätter und Javafarn. Javamoos wächst an künstlichen Wasserfällen und künstlich angelegten, feuchten Ufern.
- Das Paludarium ist eine Unterform der Aquaterrarien und bildet eine Sumpflandschaft nach. Es werden Pflanzenarten unterschieden, die als Wasserpflanzen ganz unter dem Wasser (lat. submers = abgetaucht) wachsen, wie z. B. Vallisneria, oder das Durchwachsene Laichkraut und den Pflanzen, die über die Wasseroberfläche lebend (lat. emers = aufgetaucht) hinausragen, wie z. B. Speerblätter, Spathiphyllum-Arten und Zypergräser. Sumpfpflanzen aus den Gattungen der Wasserhyazinthen, Schwimmfarne und Pistia, vor allem solche mit kräftigen Stängeln, wachsen über die Wasseroberfläche als Schwimmpflanzen hinaus. Zwischen dem Moos von Paludarien entwickeln sich am Boden kriechende Wasserschlaucharten.